# Progetto Calcio Sant'Elia
Associazione Sportiva Dilettantistica Progetto Sant'Elia é um clube de futebol italiano, sediado em Sant'Elia, distrito da cidade de Cagliari. Foi fundado em 2000.
Disputa atualmente a Série D (quarta divisão italiana). Manda seus jogos no Stadio Comunale Via Schiavazzi, e suas cores são azul e branco.

## Uniformes
- Uniforme titular: Camisa azul, calção azul e meias azuis;
- Uniforme reserva: Camisa branca, calção branco e meias brancas.

## Link
- (em italiano) Site oficial